# Лон-Амманнзег
Лон-Амманнзег (нем. Lohn-Ammannsegg) — коммуна в Швейцарии, в кантоне Золотурн. 
Входит в состав округа Вассерамт. Население составляет 2550 человек (на 31 декабря 2007 года). Официальный код — 2526.